# Hoplia huettenbacheri
Hoplia huettenbacheri är en skalbaggsart som beskrevs av Nonfried 1891. Hoplia huettenbacheri ingår i släktet Hoplia och familjen Melolonthidae. Inga underarter finns listade i Catalogue of Life.